# Faro Cultural y Recreativo Iztacalco
Faro Cultural y Recreativo Iztacalco es un recinto cultural que se encuentra en Oriente 255 S/N, entre Sur 24 y Sur 28, Colonia Agrícola Oriental, en la Alcaldía Iztacalco. 
Cuenta con 1.5 ha con biblioteca interactiva, foro artístico,  área infantil con tres módulos de juegos, gimnasio al aire libre, trotapista, cancha de cachibol, cancha de basquetbol, pista de patinaje, biblioteca, sala de Internet, sala de proyección de video, sala de lectura y un foro al aire libre techado con una lonaria muy moderna.